# Keskvere (Lääne-Saare)
Keskvere – wieś w Estonii, w prowincji Saare, w gminie Kaarma. Pod koniec 2004 roku wieś zamieszkiwało 9 osób.